# Дігтярівська сільська рада
Дігтя́рівська сільська́ ра́да — адміністративно-територіальна одиниця та орган місцевого самоврядування в Новгород-Сіверському районі Чернігівської області. Адміністративний центр — село Дігтярівка.

## Загальні відомості
Дігтярівська сільська рада утворена у 1917 році.
- Територія ради: 58,641 км²
- Населення ради: 925 осіб (станом на 2001 рік)

## Населені пункти
Сільській раді були підпорядковані населені пункти:
- с. Дігтярівка
- с. Гірки

## Склад ради
Рада складалася з 12 депутатів та голови.
- Голова ради: Школьна Тетяна Володимирівна
- Секретар ради: Швець Лідія Вікторівна

### Керівний склад попередніх скликань
| Прізвище, ім'я, по батькові  | Основні відомості                                                         | Дата обрання | Дата звільнення |
| ---------------------------- | ------------------------------------------------------------------------- | ------------ | --------------- |
| Школьна Тетяна Володимирівна | Сільський голова, 1974 року народження, освіта вища, позапартійна         | 26.03.2006   | 31.10.2010      |
| Школьна Тетяна Володимирівна | Сільський голова, 1974 року народження, освіта вища, член Партії регіонів | 31.10.2010   |                 |

Примітка: таблиця складена за даними сайту Верховної Ради України

### Депутати
За результатами місцевих виборів 2010 року депутатами ради стали:

#### За суб'єктами висування
| Суб'єкт висування                 | Кількість обраних депутатів | %    |
| --------------------------------- | --------------------------- | ---- |
| Партія регіонів                   | 9                           | 75   |
| Самовисування                     | 2                           | 16,7 |
| Політична партія «Сильна Україна» | 1                           | 8,3  |

#### За округами
| № округу                          | Прізвище, ім'я, по батькові | Дата визнання обраним | Освіта  | Партійна приналежність                  | Відомості про обраного депутата                                                                |
| --------------------------------- | --------------------------- | --------------------- | ------- | --------------------------------------- | ---------------------------------------------------------------------------------------------- |
| Партія регіонів                   |                             |                       |         |                                         |                                                                                                |
| 1                                 | Чмихун Надія Вікторівна     | 03.11.2010            | середня | член Партії регіонів                    | тимчасово не працює                                                                            |
| 2                                 | Козел Оксана Олександрівна  | 03.11.2010            | вища    | член Партії регіонів                    | Дігтярівська сільська рада, головний бухгалтер                                                 |
| 3                                 | Щербак Роман Володимирович  | 03.11.2010            | вища    | член Партії регіонів                    | Дігтярівська загальноосвітня школа І-ІІІ ст., вчитель                                          |
| 4                                 | Школьний Олександр Петрович | 03.11.2010            | середня | член Партії регіонів                    | Новгород — Сіверське УТМР, єгер                                                                |
| 5                                 | Чмихун Євгенія Харитонівна  | 03.11.2010            | середня | член Партії регіонів                    | Дігтярівська сільська рада, секретар                                                           |
| 7                                 | Зівако Павло Іванович       | 03.11.2010            | середня | член Партії регіонів                    | Новгород — Сіверський агролісгосп, лісник                                                      |
| 8                                 | Швець Лідія Вікторівна      | 03.11.2010            | вища    | член Партії регіонів                    | Дігтярівська загальноосвітня школа І-ІІІ ст., вчитель                                          |
| 9                                 | Шавекін Віталій Григорович  | 03.11.2010            | середня | член Партії регіонів                    | Гірківський Ббудинок культури, художній керівник                                               |
| 10                                | Шавекіна Наталія Миколаївна | 03.11.2010            | середня | член Партії регіонів                    | Новгород — Сіверський ТЦ по обслуговуванню одиноких престарілих громадян, соціальний працівник |
| Політична партія «Сильна Україна» |                             |                       |         |                                         |                                                                                                |
| 6                                 | Петренко Наталія Михайлівна | 03.11.2010            | вища    | член Політичної партії «Сильна Україна» | Дігтярівська загальноосвітня школа І-ІІІ ст., вчитель                                          |
| Самовисування                     |                             |                       |         |                                         |                                                                                                |
| 11                                | Зєвако Віра Петрівна        | 03.11.2010            | середня | позапартійна                            | пенсіонер                                                                                      |
| 12                                | Леоненко Михайло Іванович   | 03.11.2010            | середня | позапартійний                           | Комунальне підприємство Дігтярівської сільської ради, слюсар водогону                          |